# Reginald Spevak
Reginald (Peregrin) Spevak  (Osztrák–Magyar Monarchia, Bécs, 1898. február 21. – Ausztria, Bécs, 1959. július) olimpikon, Európa-bajnok osztrák jégkorongozó.
Először az Osztrák férfi jégkorong-válogatottban az 1927-es jégkorong-Európa-bajnokságon szerepelt, amit Bécsben rendeztek meg és megnyerték.
Az 1928. évi téli olimpiai játékokon a jégkorongtornán is játszott. Az osztrák csapat a C csoportba került. Az első mérkőzésen a svájciakkal 4–4-es döntetlent játszottak, majd a németekkel 0–0-s döntetlen lett a végeredmény. A csoportban csak három válogatott volt. Az osztrákok a másodikak lettek és nem jutottak tovább. Összesítésben az 5. lettek. Spevak védő volt és nem ütött gólt.
Klubcsapata az bécsi PSK volt.